# Lichtenberg (Felső-Ausztria)
Lichtenberg település Ausztriában, Felső-Ausztria tartományban, az Urfahrkörnyéki járásban. Tengerszint feletti magassága 620 méter, területe 18,49 km².

## Elhelyezkedése
Lichtenberg Eidenberg, Kirchschlag bei Linz, Linz és Gramastetten településekkel határos.

## Népesség
| 2016 | 2 687 |
| 2018 | 2 637 |